# Лидар

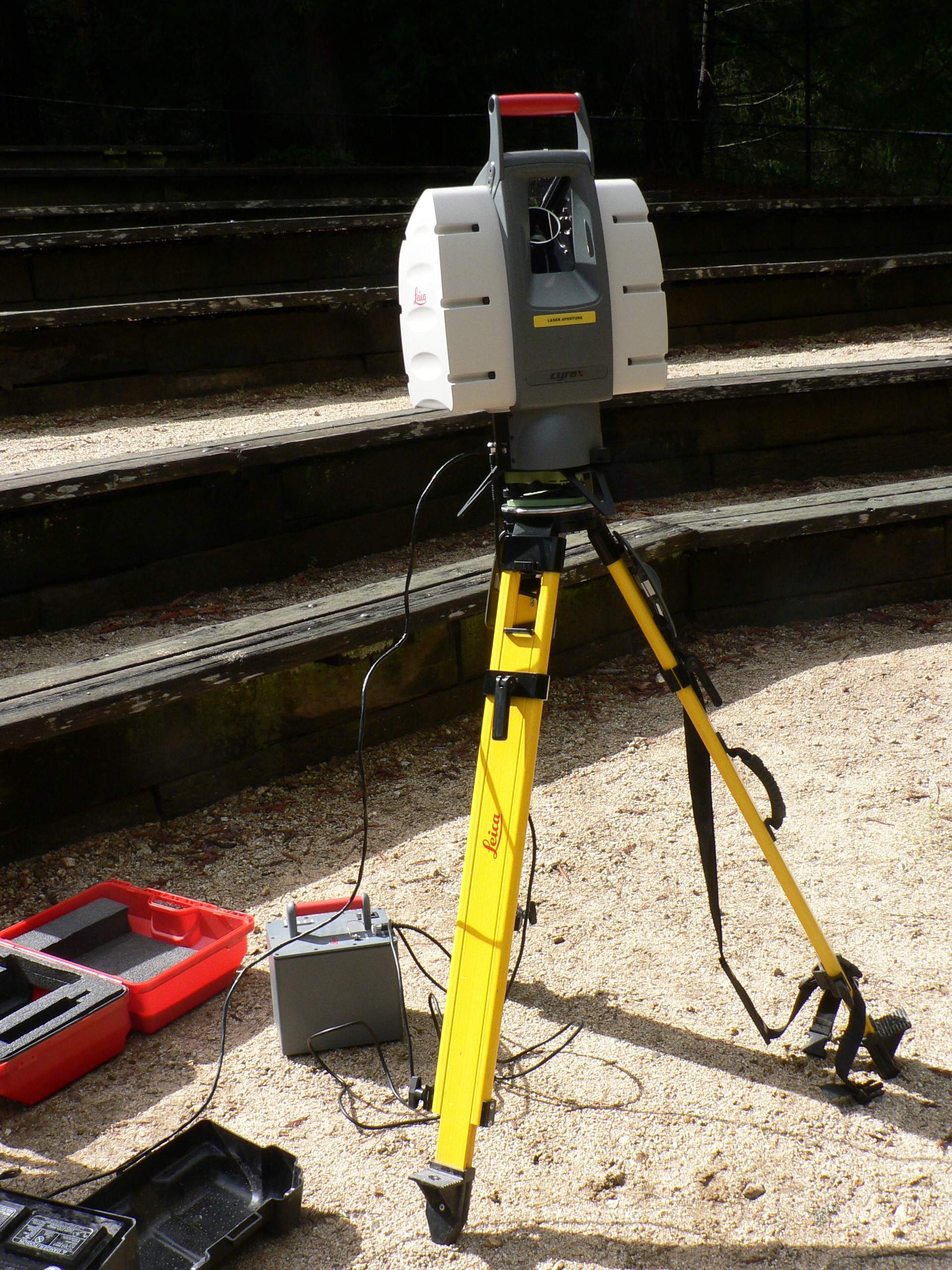
Лидар компании Leica сканирующий здания, скальные образования и т. д. для создания 3D-моделей

Лида́р (транслитерация LIDAR или LiDAR — англ. Light Detection and Ranging «обнаружение и определение дальности с помощью света») — лазерный локатор, использующий технологию испускания лазером волн оптического диапазона с дальнейшей регистрацией лазерных импульсов, которые были рассеяны объектами: лазерную (или оптико-электронную) локацию. Лазерная локация использует методы обнаружения и определения угловых координат объектов аналогичные используемым в радиолокации, однако имеет большую разрешающую способность и точность. Слово лидар вошло в русский литературный язык в 70-е годы как обозначение лазерного локатора, позволяющего обнаруживать скопления мельчайших частиц в атмосфере.
Работа лидара связана с зондированием воздуха или других сред; положение объекта определяется путем измерения временного интервала между зондирующим и отраженным импульсом. Это отличает лидар от оптронов с открытым оптическим каналом. 
Лидар как прибор представляет собой, как минимум, активный дальномер оптического диапазона.
- Сканирующие лидары в системах машинного зрения формируют двумерную или трёхмерную картину окружающего пространства.
- «Атмосферные» лидары способны не только определять расстояния до непрозрачных отражающих целей, но и анализировать свойства прозрачной среды, рассеивающей и поглощающей свет.
- Разновидностью атмосферных лидаров являются доплеровские лидары, определяющие направление и скорость перемещения воздушных потоков в различных слоях атмосферы.

Устоявшийся перевод LIDAR как «лазерный радар» не вполне корректен, так как в системах ближнего радиуса действия (например, предназначенных для работы в помещениях), главные свойства лазера: когерентность, высокие плотность и мгновенная мощность излучения — не востребованы; излучателями света в таких системах могут служить обычные светодиоды. Однако в основных сферах применения технологии (метеорология, геодезия и картография) с радиусами действия от сотен метров до сотен километров используются только лазеры.

## История
Аббревиатура LIDAR впервые появилась в работе Миддлтона и Спилхауса «Метеорологические инструменты» 1953 года, задолго до изобретения лазеров. Первые лидары использовали в качестве источников света обычные или импульсные лампы со скоростными затворами, формировавшими короткий импульс.

### США
В 1963 году в США начались полевые испытания носимого лазерного дальномера XM-23 с мощностью излучения 2,5 Вт и диапазоном измеряемых расстояний 200—9995 м. XM-23 был изначально несекретным образцом и стал базовым прибором для гражданских исследователей 1960-х годов. К концу 1960-х годов лазерные дальномеры стали стандартным оборудованием новых танков США (первым образцом, спроектированным с применением лазерных дальномеров, стал M551 Шеридан, запущенный в серию в 1967). Гражданские применения лазерных дальномеров были ограничены лишь высокой стоимостью интегральных схем того времени.
Тогда же, в первой половине 1960-х годов, начались опыты по применению лидара с лазерными излучателями для исследования атмосферы.
В 1969 году лазерный дальномер и мишень, установленная на Аполлоне-11, применялся для измерения расстояния от Земли до Луны. Четыре мишени, доставленные на Луну тремя «Аполлонами» и «Луноходом-2», и по сей день используются для наблюдения за орбитой Луны.
В течение 1970-х годов, с одной стороны, отлаживалась технология лазерных дальномеров и компактных полупроводниковых лазеров, а с другой — были начаты исследования рассеяния лазерного луча в атмосфере. К началу 1980-х годов эти исследования стали настолько известными в академических кругах США, что аббревиатура LIDAR стала именем нарицательным — lidar, что зафиксировал словарь Уэбстера 1985 года. В те же годы лазерные дальномеры достигли стадии зрелой технологии (по крайней мере, в военных приложениях) и выделились в отдельную от лидаров отрасль техники.

### СССР
Эксперименты по лазерной локации Луны в СССР начались в 1963 году, а с 1973 года велись систематические наблюдения всех пяти расположенных к тому времени на Луне уголковых отражателей («Лунохода-1», «Лунохода-2», «Аполлона-11», «Аполлона-14», «Аполлона-15»):263,267,272.
Для лазерной локации искусственных спутников Земли в СССР были запущены спутники с уголковыми отражателями на борту: «Интеркосмос-17» (1977), «Интеркосмос-Болгария-1300» (советско-болгарский, 1981), «Метеор-3» (1985), использовался разработанный советскими учёными лазерный дальномер «Крым»:321,323.
В СССР существовало два семейства лидарных метеорологических приборов, предназначенных для использования на аэродромах (в обоих семействах в качестве источника зондирующего светового потока использовались импульсные лампы):
- Измерители высоты нижней границы облаков — светолокаторы (в начале 1960-х годов создан прибор ИВО-1, далее в 1970-х годах ИВО-2, РВО-2). Принцип действия светолокатора основан на измерении обратно рассеянного зондирующего импульса в атмосфере.
- Измерители дальности видимости — трансмиссометры (созданный в конце 1960-х годов прибор РДВ-1, в последующие десятилетия ему на смену пришли РДВ-2, РДВ-3, ФИ-1). Принцип действия трансмиссометра (регистратора прозрачности атмосферы) основан на измерении степени ослабления интенсивности световых импульсов после их прохождения через слой атмосферы, ограниченный длиной базисной линии прибора.

## Принцип действия
В отличие от радиоволн, эффективно отражающихся только от достаточно крупных металлических целей, световые волны подвержены рассеянию в любых средах, в том числе в воздухе, поэтому возможно не только определять расстояние до непрозрачных (отражающих свет) дискретных целей, но и фиксировать интенсивность рассеивания света в прозрачных средах. Возвращающийся отражённый сигнал проходит через ту же рассеивающую среду, что и луч от источника, подвергается вторичному рассеиванию, поэтому восстановление действительных параметров распределённой оптической среды — достаточно сложная задача, решаемая как аналитическими, так и эвристическими методами.

## Устройство
Основные различия в конструкциях и принципах действия современных лидаров заключаются в модулях формирования развёртки. Развёртка может формироваться как механическими методами (с помощью вращающихся зеркал или с помощью движения микроэлектромеханических систем), так и с помощью фазированной антенной решётки.

### Излучатель

Длины волн, излучаемые наиболее распространёнными лазерами. Шкала в микрометрах

В абсолютном большинстве конструкций излучателем служит лазер, формирующий короткие импульсы света высокой мгновенной мощности. Периодичность следования импульсов или модулирующая частота выбираются так, чтобы пауза между двумя последовательными импульсами была не меньше, чем время отклика от обнаружимых целей (которые могут физически находиться дальше, чем расчётный радиус действия прибора). Выбор длины волны зависит от функции лазера и требований к безопасности и скрытности прибора; наиболее часто применяются Nd:YAG-лазеры и длины волн (в нанометрах):
- 1550 нм — инфракрасное излучение, невидимое ни глазу человека, ни типичным приборам ночного видения. Глаз не способен сфокусировать эти волны на поверхности сетчатки, поэтому травматический порог для волны 1550 существенно выше, чем для более коротких волн. Однако риск повреждения глаз на деле выше, чем у излучателей видимого света — так как глаз не реагирует на ИК излучение, то не срабатывает и естественный защитный рефлекс человека
- 1064 нм — ближнее инфракрасное излучение неодимовых и иттербиевых лазеров, невидимое глазу, но обнаружимое приборами ночного видения
- 532 нм — зелёное излучение неодимового лазера, эффективно «пробивающее» массы воды
- 355 нм — ближнее ультрафиолетовое излучение

Также возможно использование (см. Промышленные и сервисные роботы) вместо коротких импульсов непрерывной амплитудной модуляции излучения переменным напряжением.

### Системы формирования сканирующего паттерна
Большинство современных лидаров используют цилиндрическую развёртку. Этот тип развёртки наиболее просто формируется и прост в дальнейшей обработке. Однако у него есть недостатки. Например, при использовании цилиндрической развёртки есть вероятность пропустить узкие горизонтальные объекты (такие как шлагбаум). Чаще всего эта проблема решается применением дополнительного лидара с цилиндрической развёрткой, но ориентированного перпендикулярно первому лидару.
Помимо цилиндрической развёртки существуют лидары с развёрткой «розетка» (англ. «Rosette scanning pattern»). Формирование данной развёртки происходит сложнее, чем формирование цилиндрической развёртки, однако лидары с развёрткой «розетка» не испытывают проблем, описанных выше.

#### Сканирующая оптика

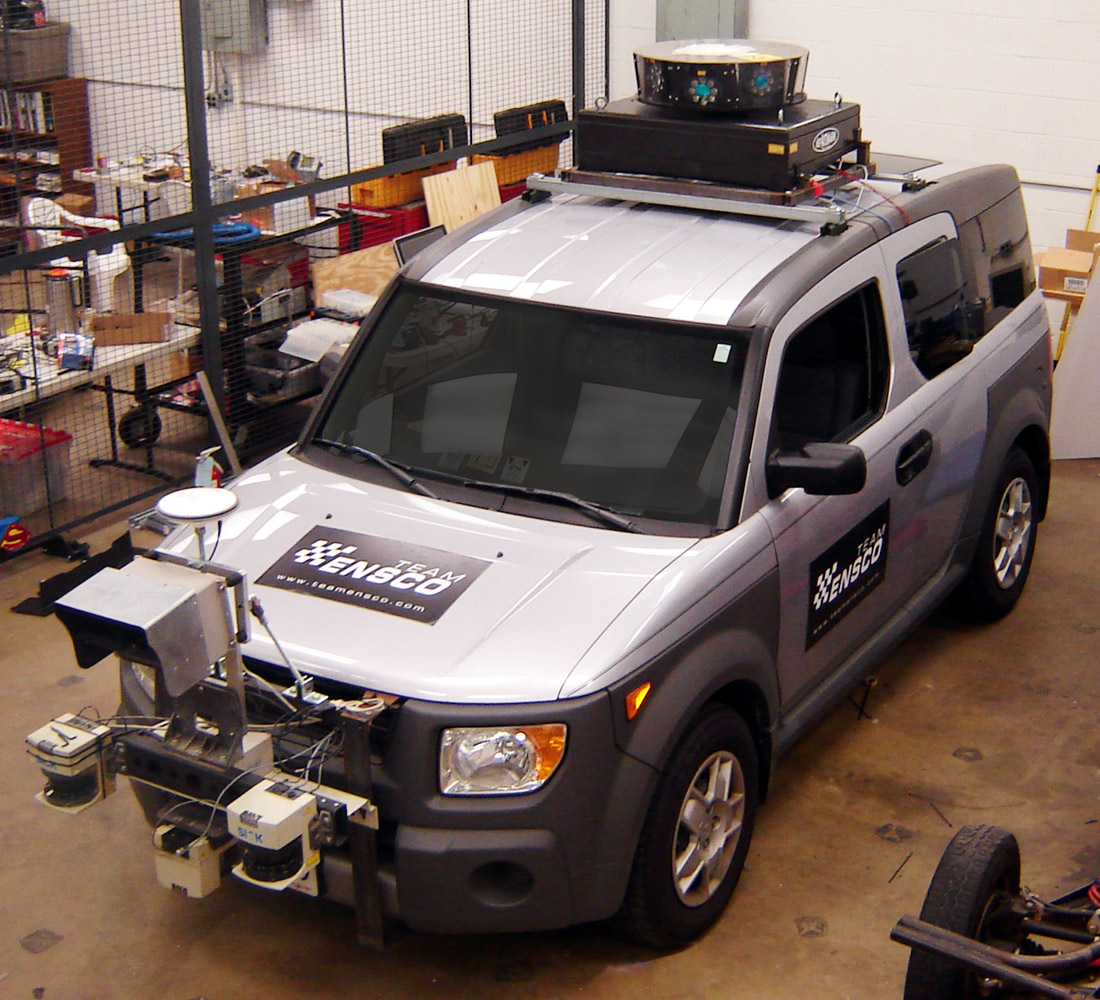
Два чёрных цилиндра, вынесенные перед бампером — сканирующие лидары беспилотного автомобиля

Простейшие атмосферные лидарные системы не имеют средств наведения и направлены вертикально в зенит.
Для сканирования горизонта в одной плоскости применяются простые сканирующие головки. В них неподвижные излучатель и приёмник также направлены в зенит; под углом 45° к горизонту и линии излучения установлено зеркало, вращающееся вокруг оси излучения. В авиационных установках, где надо сканировать полосу, перпендикулярную направлению полёта самолёта-носителя, ось излучения — горизонтальна. Для синхронизации мотора, вращающего зеркало, и средств обработки принимаемого сигнала используются точные датчики положения ротора, а также неподвижные реперные риски, наносимые на прозрачный кожух сканирующей головки.
Сканирование в двух плоскостях добавляет к этой схеме механизм, поворачивающий зеркало на фиксированный угол с каждым оборотом головки — так формируется цилиндрическая развёртка окружающего мира. При наличии достаточной вычислительной мощности можно использовать жёстко закреплённое зеркало и пучок расходящихся лучей — в такой конструкции один «кадр» формируется за один оборот головки.

#### Сканирование с помощью MEMS
Производить сканирование можно также и с помощью микроэлектромеханических систем. Такие системы позволяют значительно сократить габариты и повысить надёжность изделий.

#### Активная фазированная антенная решётка
Активная фазированная антенная решётка формирует лазерный луч множеством передающих модулей, каждый из которых генерирует излучение со своими параметрами. Таким образом можно управлять направлением луча. Применение ФАР в лидарах позволяет избавиться от подвижных частей и таким образом продлить срок жизни изделию.

### Приём и обработка сигнала
Важную роль играет динамический диапазон приёмного тракта. Например, приёмный тракт новейшей (2006 год) подсистемы машинного зрения MuCAR-3 с динамическим диапазоном 1:106 обеспечивает эффективный радиус действия от 2 до 120 м (всего 1:60). Чтобы избежать перегрузки приёмника интенсивной засветкой от рассеивания в «ближней зоне», в системах дальнего радиуса действия применяют высокоскоростные механические затворы, физически блокирующие приёмный оптический канал. В устройствах ближнего радиуса со временем отклика менее микросекунды такой возможности нет.

## Современное состояние и перспективы

### Исследования атмосферы
Исследования атмосферы стационарными лидарами является наиболее массовой отраслью применения технологии. В мире развёрнуто несколько постоянно действующих исследовательских сетей (межгосударственных и университетских), наблюдающих за атмосферными явлениями.
Измерение высоты нижней границы облаков. В России выпускаются светолокаторы ДВО-2 (с импульсной лампой в качестве источника света), лазерные светолокаторы ДОЛ-2 и лазерный облакомер для измерения высоты нижней границы облаков и вертикальной видимости Также широко используются лазерные светолокаторы CL31 финского производства.
Измерение дальности видимости. В России производятся трансмиссометры ФИ-3, используются также финские трансмиссометры LT31. В обоих приборах источником излучения является полупроводниковый светодиод.
Измерение скорости и направления воздушных потоков. Теоретическое обоснование применения наземного доплеровского лидара для таких измерений было дано ещё в 1980-е годы. Первые практические разработки использовали неподвижные оптические системы с лучом, направленным вертикально в зенит; в 1990-е годы были предложены технологии, позволяющие доплеровским лидарам сканировать широкий угол обзора. В 2001 Alcatel предложил размещение лидаров на борту спутников, так, что «созвездие» спутников на орбите способно отслеживать движение воздушных масс в рамках целого континента, а в потенциале — на Земле в целом. Лидары активно используются для наблюдений за загрязнением атмосферы. Особый класс дифференциальных лидаров (differential absorption lidar, DIAL), излучающих одновременно свет с разной длиной волны, способен эффективно определять концентрацию отдельных газов, оптические показатели которых зависят от длины волны.
Измерение температуры атмосферы. Разработано и реализовано на практике несколько основных методов измерения профилей температуры.
В первом методе используется резонансное рассеяние на атомах щелочных металлов, в частности, натрия, калия, а также железа. Облака атомов металлов находятся на высоте 85 — 100 км. Температура измеряется по доплеровскому уширению резонансных линий с помощью зондирования узкополосным подстраиваемым лазером (используются жидкостные лазеры с активным веществом в виде раствора органического красителя). Первые измерения были осуществлены с помощью искусственных натриевых облаков, забрасываемых в атмосферу ракетами. Несмотря на то, что метод ограничен диапазоном высот, на которых присутствуют атомы металла, рассеянный сигнал оказывается относительно большим, и это даёт возможность измерять температуру с точностью до 1.5 ˚К.
Второй метод — метод рэлеевского рассеяния (Rayleigh lidar), основан на нерезонансном рассеянии света на молекулах воздуха. Впервые он был применён в 1953 году в опытах с прожекторным зондированием атмосферы. Суть метода заключается в следующем. Если отсутствует аэрозольное рассеяние, то мощность обратно рассеянного сигнала прямо пропорциональна плотности воздуха, из которой можно рассчитать температуру. Разрежение воздуха с высотой позволяет использовать метод рэлеевского рассеяния на высотах не более 90 км. Нижняя граница высоты измерения (около 20-30 км) обусловлена присутствием в граничном слое большого количества аэрозоля, который значительно увеличивает рассеяние, но практически не влияет на плотность воздуха.
Третий метод основан на вращательном рамановском (комбинационном) рассеянии молекулами воздуха (Raman lidar). Когда температура увеличивается, интенсивность переходов с большими квантовыми числами возрастает, в то время как интенсивность линий вращательного рамановского спектра, соответствующих маленьким квантовым числам, уменьшается. Переходы с большими квантовыми числами соответствуют линиям рамановского спектра, расположенным дальше от центральной частоты. Температура определяется при использовании измерений в двух областях спектра с различной температурной зависимостью. Максимальная высота зондирования составляет около 30 км, погрешность измерения менее 1 ˚К до высоты 10 км. Так как в приёмнике линия упругого рассеяния подавляется, то измерения можно проводить и в присутствии значительных концентраций аэрозолей.
Измерение температуры может проводиться так же с помощью DIAL лидара, но этот метод не получил большого распространения.
Помимо научных целей и метеорологических наблюдений, активно испытываются комплексные системы мониторинга воздушных потоков в районах аэропортов. Среди практических предложений последних лет — системы автоматического управления ветрогенераторами, использующие лидары для определения силы и направления ветра.
Раннее оповещение о лесных пожарах. Лидар, размещённый на возвышенности (на холме или на мачте) и сканирующий горизонт, способен различать аномалии в воздухе, порождённые очагами пожаров. В отличие от пассивных инфракрасных систем, распознающих только тепловые аномалии, лидар выявляет дымы по аномалиям, порождаемым частицами горения, изменению химического состава и прозрачности воздуха и т. п. Технология с радиусом обнаружения дымов в 20 км была впервые заявлена в 1990, активные поиски оптимальных конфигураций систем ведутся по сей день.

### Исследования Земли
Вместо установки лидара на земле, где принимаемый отражённый свет будет зашумлён из-за рассеяния в загрязнённых, нижних слоях атмосферы, «атмосферный» лидар может быть поднят в воздух или на орбиту, что существенно улучшает соотношение сигнал-шум и эффективный радиус действия системы. Первый полноценный орбитальный лидар был выведен на орбиту NASA в декабре 1994 года в рамках программы LITE (Lidar In-Space Technology Experiment). Двухтонный лидар LITE с метровым зеркальным телескопом, поднятый на высоту 260 км, «рисовал» на земле размытое пятно диаметром 300 м, что было явно недостаточно для эффективного отображения рельефа, и был исключительно «атмосферным».
Особо ценным оказался опыт верификации данных космической съёмки с использованием синхронных данных более 60 наземных лидаров по всему миру.
Первый европейский орбитальный лидар (проект ALADIN) планируется к запуску в 2014 году.
Космическая геодезия. Современные космические проекты разделились на два направления — совершенствование «атмосферных» систем (см. вышеупомянутый проект Alcatel) и геодезические лидары, способные сканировать рельеф земной поверхности с приемлемой разрешающей способностью. Лидары могут применяться как на орбите Земли, так и на орбитах других планет, практический пример тому — бортовой лидар АМС Марс Глобал Сервейор.

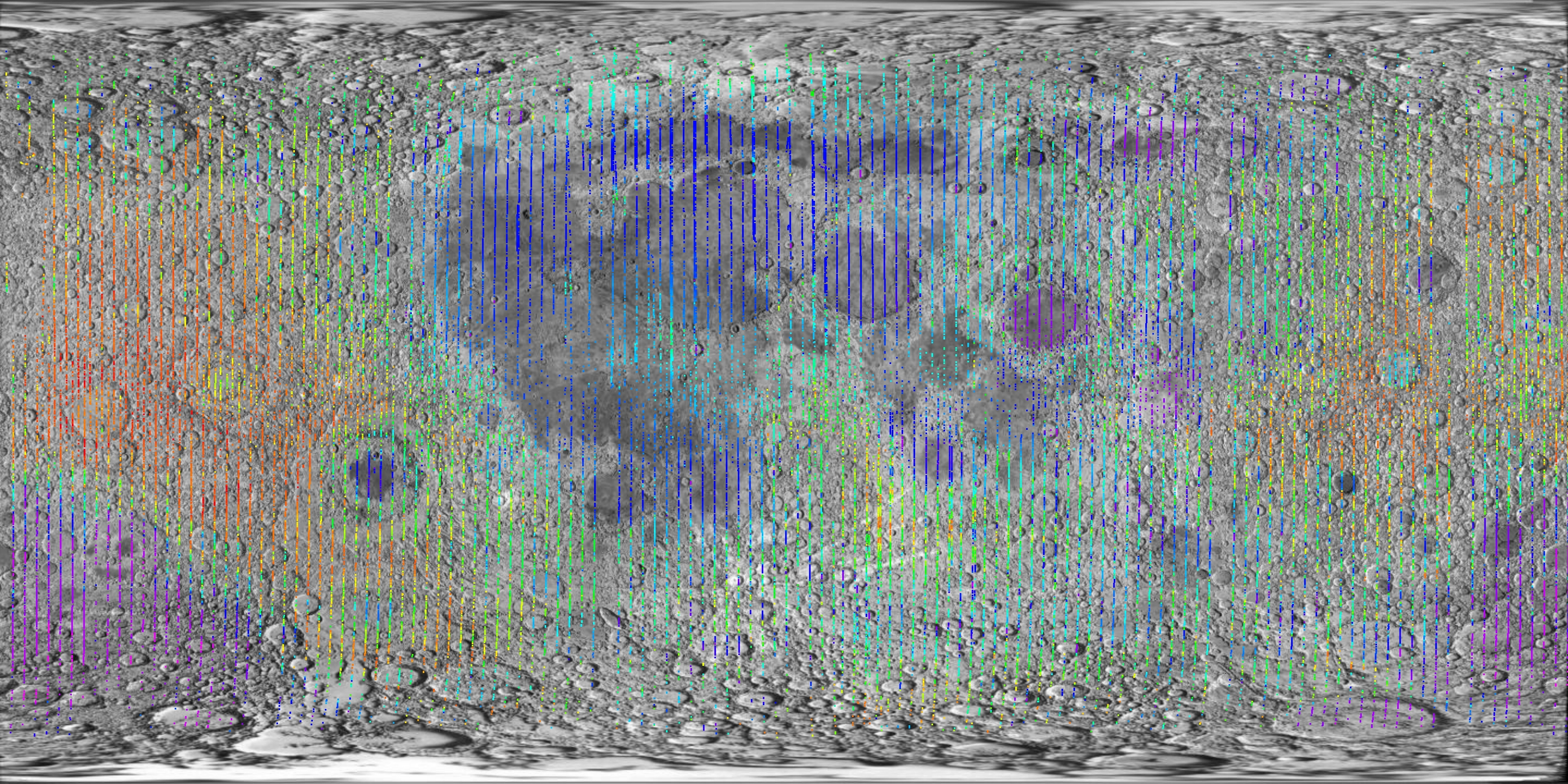
Измерения лунной топографии, выполненные с космического аппарата Клементина.

Авиационная геодезия, топография и археология. Национальная океанографическая служба США (NOAA) систематически применяет авиационные лидары для топографической съёмки морского побережья. Сканирующий лидар NOAA имеет разрешение по вертикали 15 см и полосу сканирования (при штатной высоте полёта) 300 м. Привязка к абсолютной высоте производится «от уровня моря» (с поправкой на приливы), к географическим координатам — по сигналам GPS. Географическая служба США (USGS) проводит аналогичные топографической съёмки в Антарктиде, данные съёмок USGS находятся в открытом доступе. В 2007 году USGS начал программу по встраиванию данных лидарной съёмки в национальную базу топографических данных США.
Особое направление, применяемое на практике в сейсмоопасных районах США — дифференциальное измерение высот с целью выявления локальных подвижек земных масс в районе разломов. Ещё в 1996 с помощью лидара была открыта неизвестная ранее зона разлома возле Сиэтла.
Мониторинг лесов и биомассы. Космические (например, GLAS — Geoscience Laser Altimeter System) и авиационные лидары позволяют определить высоту растительности, в частности леса. Таким образом, появляется возможность уточнить распространение лесов, вычислить их параметры (фитомасса, запас древесины) и осуществлять мониторинг за динамикой лесного покрова (например, сведение лесов в тропиках).
Воздушное лазерное сканирование местности позволяет получать данные о реальной поверхности земли, исключая искажения от лесных массивов, строении и т. д., также позволяет выявлять неглубоко расположенные археологические объекты культурного слоя. К примеру, таким образом были обнаружены руины бывших обширных жилых кварталов в джунглях вокруг храма Ангкор-Ват, занимающие более 1 000 км².

### Строительство и горное дело

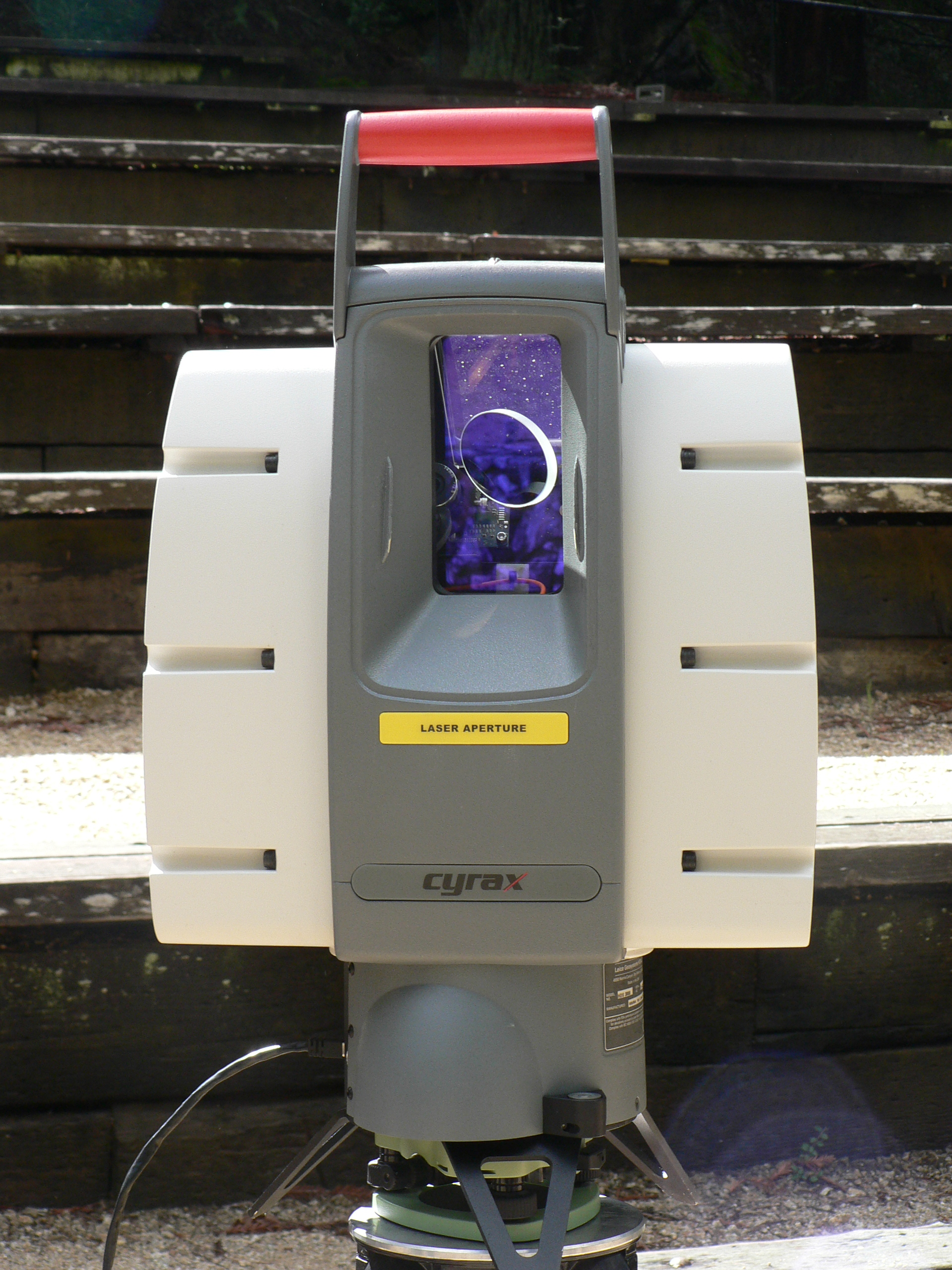
«Строительный» лидар, предназначенный для дистанционных трёхмерных обмеров зданий. Видны вращающаяся головка, обеспечивающая сканирование по горизонтали, и наклонное зеркало, сканирующее в вертикальной плоскости

Лидары, сканирующие неподвижные объекты (здания, городской ландшафт, открытые горные выработки), относительно дёшевы: так как объект неподвижен, то особого быстродействия от системы обработки сигнала не требуется, а сам цикл обмера может занимать достаточно долгое время (минуты). Так же, как в своё время падала стоимость лазерных дальномеров и уровней, применяемых в строительстве, следует ожидать дальнейшего снижения цен на строительные и горные лидары, — падение цен ограничено лишь стоимостью прецизионной сканирующей оптики. Типичные отрасли применения:
Маркшейдерское дело — обмеры открытых горных выработок, построение трёхмерных моделей подземных горных пластов (в том числе в связке с сейсмографическими инструментами).
Строительство — обмеры зданий, контроль отклонения плоскостей стен и несущих колонн от вертикали (в том числе в динамике), анализ вибраций стен и остекления. Обмеры котлованов, создание трёхмерных моделей стройплощадок для оценки объёмов земляных работ.
Архитектура — построение трёхмерных моделей городской среды для оценки влияния предлагаемых новостроек на облик города.

### Морские технологии
Измерение глубины моря. Для этой задачи используется дифференциальный лидар авиационного базирования. Красные волны почти полностью отражаются поверхностью моря, тогда как зелёные частично проникают в воду, рассеиваются в ней, и отражаются от морского дна. Технология пока не применяется в гражданской гидрографии из-за высокой погрешности измерений и малого диапазона измеряемых глубин.
Поиск рыбы. Аналогичными средствами можно обнаруживать признаки косяков рыбы в приповерхностных слоях воды. Специалисты американской государственной лаборатории ESRL утверждают, что поиск рыбы лёгкими самолётами, оборудованных лидарами, как минимум на порядок дешевле, чем с судов, оборудованных эхолотами.
Спасение людей на море. В 1999 ВМС США запатентовали конструкцию авиационного лидара, применимого для поиска людей и человеческих тел на поверхности моря; принципиальная новизна этой разработки — в применении оптического маскирования отражённого сигнала, снижающего влияние помех.
Разминирование. Обнаружение мин возможно с помощью лидаров, непосредственно погружённых в воду (например, с буя, буксируемого катером или вертолётом), однако не имеет особых преимуществ по сравнению с активными акустическими системами (сонарами). Запатентованы средства обнаружения мин в приповерхностных слоях воды с помощью бортовых авиационных лидаров, эффективность таких лидаров не известна.
Системы подводного зрения. У истоков подводного применения лидаров на море стояла корпорация Kaman, запатентовавшая работоспособную технологию в 1989 году. Интенсивное (по сравнению с воздушной средой) рассеивание света в воде долгое время ограничивало действие подводных лидаров десятками метров. Импульс лазера способен «пробить» и большие расстояния, но при этом полезный отражённый сигнал оказывается неразличим на фоне паразитной засветки. Kaman преодолела эту проблему с помощью электронных затворов, открывавших оптический путь к CCD-приёмнику только на короткий период ожидаемого отклика. Кроме этого, само изображение цели формировалось методом «вычитания тени», существенно повышавшим радиус действия системы. Kaman применяет метод короткого временного окна и к авиационным системам; в них момент открытия оптического канала задаётся высотомером самолёта-носителя.
В последующие годы Kaman развивало тему лидаров как в направлении повышения радиуса действия и надёжности распознавания образов, так и части новых областей применения. Например, в 1999 запатентовано использование лидаров для установления скоростной подводной связи с беспилотными подводными аппаратами (управляемыми торпедами) по оптическому каналу. В 1992 были предложены индивидуальные лидары для водолазов и аквалангистов. Вероятно, что существенный пласт военно-морских разработок остаётся неизвестным широкой публике.

### Беспилотные транспортные средства

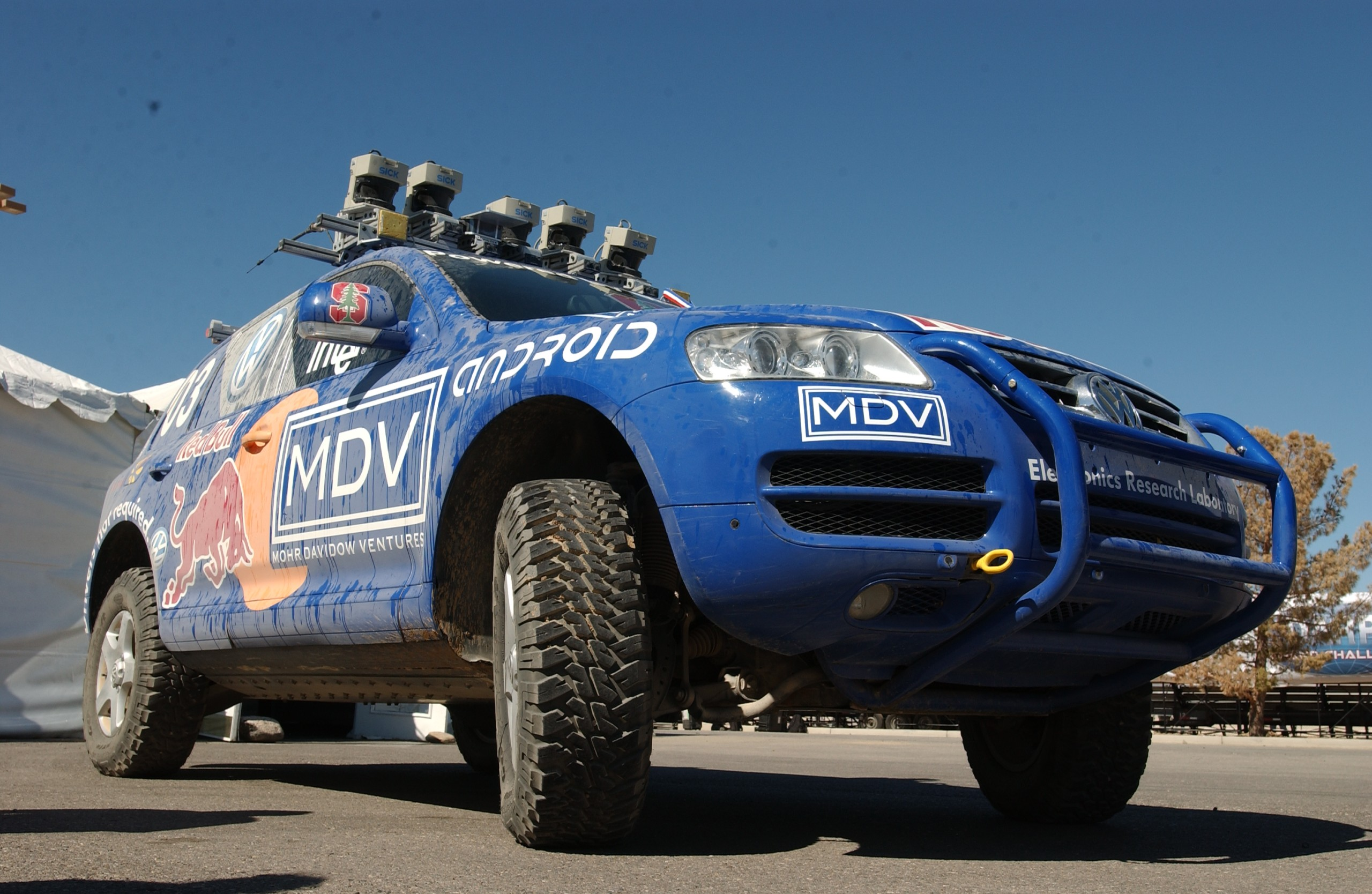
«Люстра» из пяти сканирующих лидаров на крыше Stanley — беспилотного автомобиля, победителя DARPA Grand Challenge 2005 года

В 1987—1995 годах в ходе проекта EUREKA Prometheus, стоившего Европейскому союзу более 1 млрд долларов, были выработаны первые практические разработки беспилотных автомобилей. Наиболее известны прототип, VaMP (разработчик — Университет бундесвера в Мюнхене) не использовал лидары из-за недостатка вычислительной мощности тогдашних процессоров. Новейшая их разработка, MuCAR-3 (2006), использует единственный лидар кругового обзора, поднятый высоко над крышей машины, наравне с направленной мультифокальной камерой обзора вперёд и инерциальной навигационной системой. Лидар MuCAR-3 используется подсистемой выбора оптимальной траектории на пересечённой местности, он даёт угловое разрешение в 0,01° при динамическом диапазоне оптического приёмника 1:106, что даёт эффективный радиус обзора 120 м. Для достижения приемлемой скорости сканирования используется пучок из 64 расходящихся лазерных лучей, поэтому один полный «кадр» требует единственного оборота вращающегося зеркала.
С 2003 года правительство США через агентство передовых военных разработок DARPA финансирует разработку и соревнование автомобилей-роботов. Ежегодно проводятся гонки DARPA Grand Challenge; в гонке 2005 года победила машина из Стэнфорда, в основе системы зрения которой — пять лидаров направленного обзора.

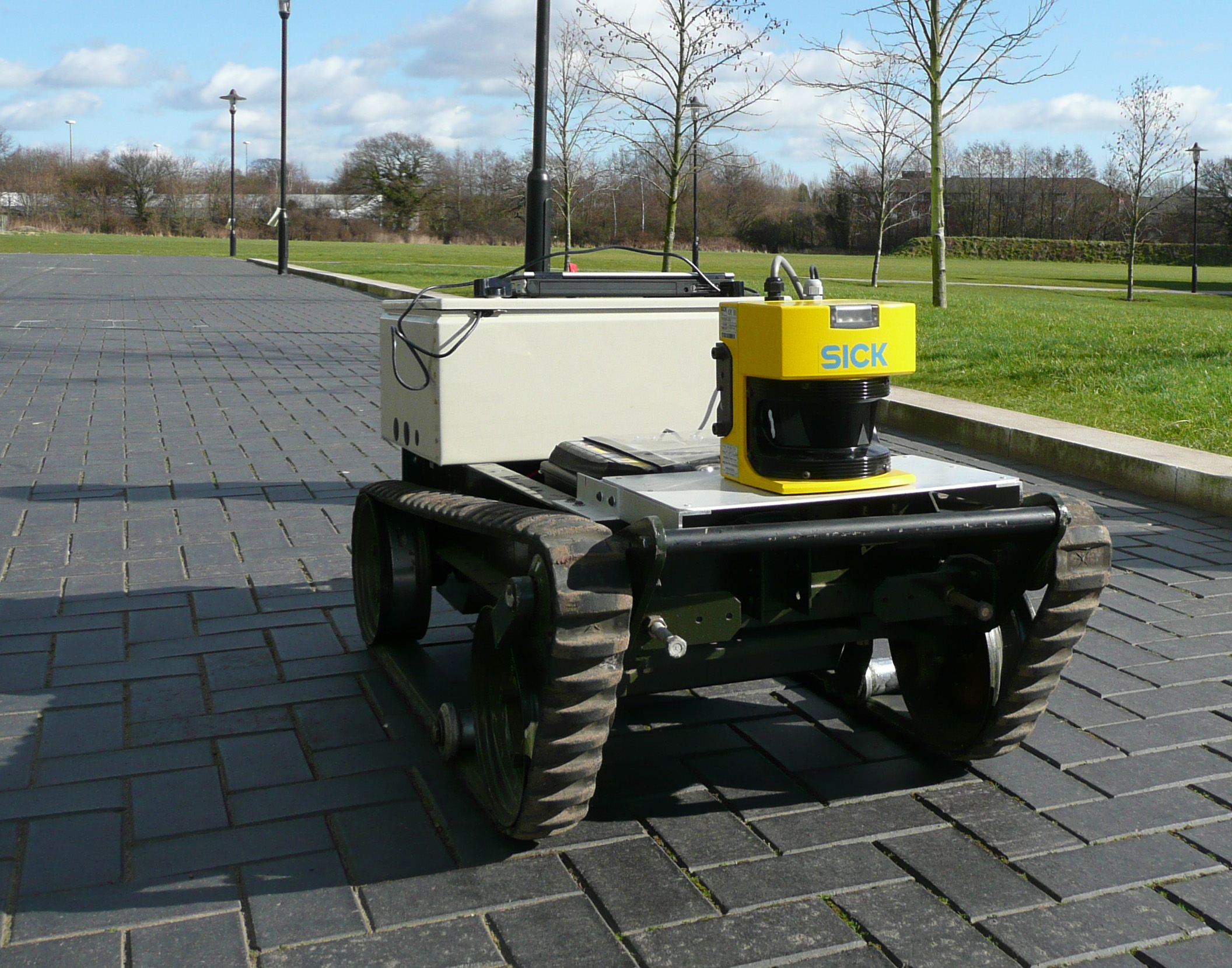
Лидар на роботе

### Промышленные и сервисные роботы
Системы машинного зрения ближнего радиуса действия для роботов, основанные на сканирующем лидаре IBM, формируют цилиндрическую развёртку с углом охвата горизонта 360° и вертикальным углом зрения до +30..-30°. Собственно дальномер, установленный внутри сканирующей оптической головки, работает на постоянном излучении малой мощности, модулированном несущей частотой порядка 10 МГц. Расстояние до целей (при несущей 10 МГц — не более 15 м) пропорционально сдвигу фаз между опорным генератором, модулирующим источник света, и ответным сигналом. Лидар IBМ использует простой аналоговый фазовый дискриминатор непрерывного действия и имеет высокую угловую разрешающую способность, на практике ограниченную только быстродействием процессора, обрабатывающего трёхмерную «картинку» лидара, и системы автоматического регулирования уровня сигнала на выходе приёмника (быстрые АРУ вносят в принимаемый сигнал фазовые искажения, медленные — сужают динамический диапазон). В 1990—1994 подобные лидары испытывались в сервисных роботах Джозефа Энгельбергера, однако от использования лидара в серийных изделиях тогда отказались в пользу дешёвых ультразвуковых датчиков.

### Техника
Компания Apple устанавливает лидар в iPhone и iPad начиная с 2020 года.
Лидары используются в роботах-пылесосах.

### Производители

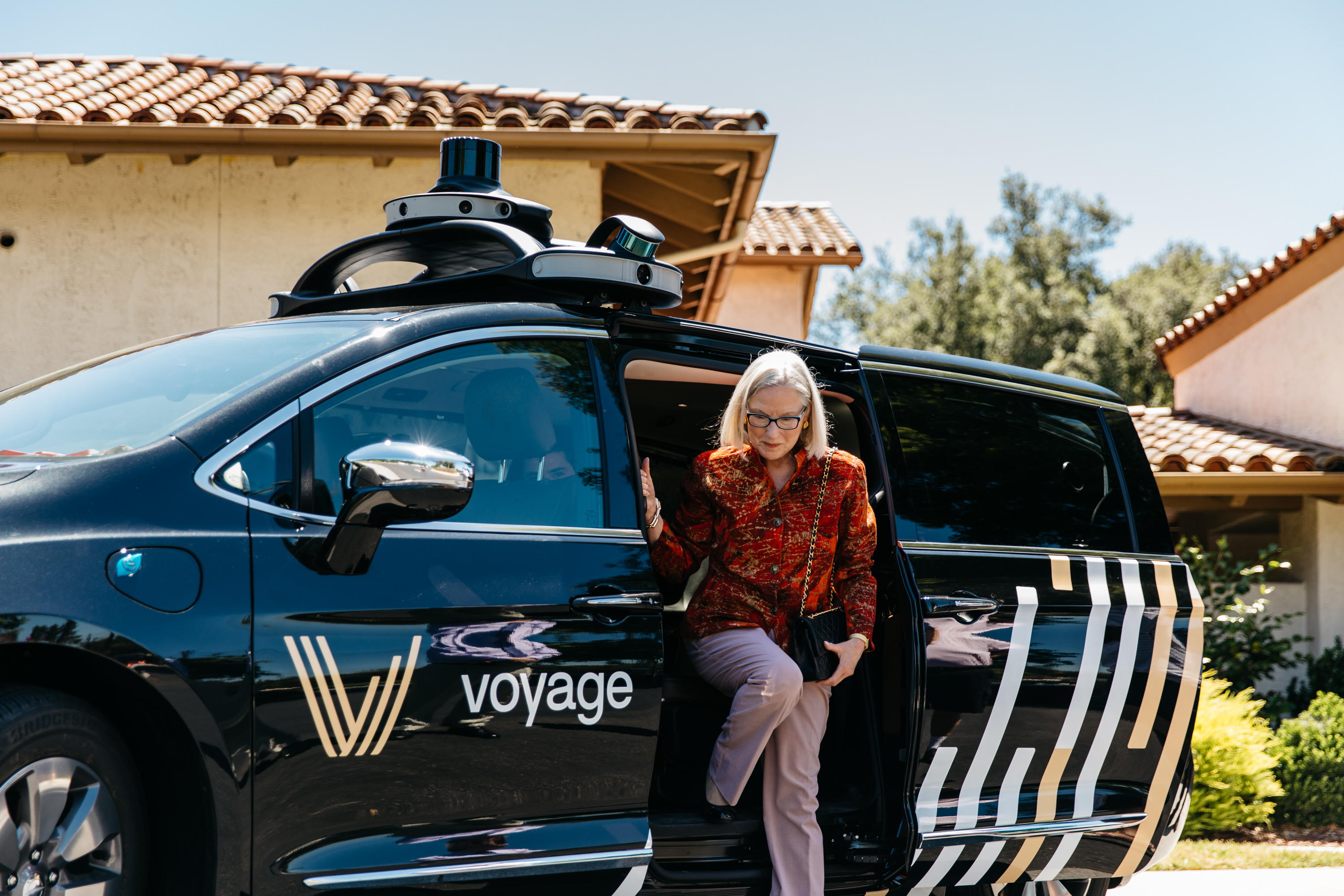
Velodyne Lidar, установленный на авто

На середину 2021 года Forbes выделил 75 производителей лидаров с финансированием более $4 млрд каждая.
Velodyne Lidar — производитель лидаров со штаб-квартирой в Сан-Хосе, Калифорния. Поставляет лидары производителям автономных транспортных средствах, систем помощи водителю, систем картографии, роботов, инфраструктуры для умных городов.
Apple развивает проект Project Titan для беспилотных авто. Среди партнёров - Volkswagen и Hyundai Motor.
В 2019 году Яндекс представил прототипа собственных лидаров. В 2021 году российская компания оборудовала ими все беспилотные автомобили на базе Hyundai Sonata.
В ноябре 2022 года производители лидаров Ouster и Velodyne договорились о слиянии, увеличив тем самым рыночную стоимость объединённой компании до $400 млн.
Израильская компания Innoviz Technologies поставила Volkswagen лидаров на 4 млрд долларов в 2022 году.
В октябре 2022 года закрылся производитель лидаров Argo.ai, 2100 сотрудников были уволены.

## Разные варианты расшифровки акронима LIDAR
- Laser Induced Differential Absorption Radar (ACAE)
- Laser Induced Direction and Range System (BAJR)
- LASER Infrared RADAR (IEEE)
- LASER Intensity Direction and Ranging (IEEE)
- Light Detection and Range (SAUO)
- Light Detection and Ranging
- Light Detection and Ranging Instrument (SAUO)
- Light Intensity Detection and Ranging (NOAA)